# Platylabus taiwanus
Platylabus taiwanus là một loài tò vò trong họ Ichneumonidae.